# Cabo Kadosh
El cabo Kadosh (del ruso: Кадош) o Kodosh (Кодош) es un cabo situado sobre la orilla nororiental del mar Negro.
Delimita por el norte la bahía de Tuapsé y separa esta ciudad de Agói. Al oeste del cabo se halla la Roca de Kiseliov.